# اس‌اس امرلد
اس‌اس امرلد (به انگلیسی: SS Emerald) یک کشتی است که طول آن ۱۷۷٫۸۸ متر (۵۸۴ فوت) می‌باشد. این کشتی در سال ۱۹۵۸ ساخته شد.